# Устав Црне Горе из 1905.
Устав за Књажевину Црну Гору (познат и као Никољдански устав) први је историјски устав који је дјеловао на подручју Књажевине Црне Горе, а касније и Краљевине Црне Горе, у периоду од 1905. до 1918. године. Устав је на Никољдан (19. децембар) октроисао књаз Николом Петровићем-Његошем. Устав је формално престао да важи након што је Велика народна скупштина 26. новембра 1918. године донијела одлуку о збацивању династије Петровић-Његоши и уједињењу Црне Горе са Србијом.

Црна Гора је дочекала 20. вијек с апсолутним владарем, књазом Николом. С обзиром на то да је Русија донијела устав у октобру 1905. године, Црна Гора остаје једина држава у Европи, осим Османског царства, која није имала устав. Слиједивши пример руског цара, на чију подршку је био веома упућен, књаз Никола је у децембру 1905. године подарио Црној Гори устав. 
Мајски преврат и успостављање стабилног парламентарног поретка у Србији је довело до раста политичког престижа Србије. У тим околностима опозиција је тражила успостављање уставне владавине и уједињење Србије и Црне Горе. У таквим околностима књаз Никола се одлучио за прелаз на уставну владавину и сазове уставотворну скупштину.
Уставотворна скупштина, изабрана у новембру 1905. год., која се састала на Никољдан исте године, била је само по имену уставотворна. Књаз је израдио уставни нацрт и његов текст, коначно уобличен, саопштио скупштини на њеној првој седници. Устав је тако био октроисан. Радња уставотворне скупштине свела се на примање устава акламацијом. Устав је садржао 222 члана који су се односили на облик владавине, државне симболе, организацију државне власти, вјероисповијест, избор чиновника, војну службу и грађанска права. Централни органи власти били су књаз, Народна скупштина, Министарски савјет (влада), Државни савјет, судови. Влада није зависила од Скупштине него од књаза. Устав од 1905. год. био је израђен по угледу на Устав Србије из 1869. године (Намеснички устав).
У претпосљедњем, XIV поглављу устава су прописана лична и политичка права грађана. Лична права су била углавном гарантована на основу оновремених либералних стандарда. На тај начин су гарантовани: једнакост пред законом, лична слобода, право на суђење код надлежног суда, принцип nullum crimen nulla poena sine lege, неповриједивост стана, неповредивост својине, слобода савести. Против незаконитих поступака власти, прописано је право на молбу и жалбу, право на одбрану пред судом и слобода мисли. Овим уставом су прописана три основна политичка права: бирачко право, слобода збора и удруживања и слобода штампе. Активно бирачко право једнако се односило према припадницима мушког пола, док припаднице женског пола (приближно половина популације) нису могле да бирају ни да буду биране. Активни официри, подофицири и војници стајаће војске, лишени су и активног и пасивног бирачког права. Пасивно бирачко право је припадало само црногорском држављанину који има пуних 30 година, стално живи у Црној Гори и плаћа најмање 15 круна пореза годишње.
Уставом је предвиђена подјела власти. Књаз и Народна скупштина су вршили законодавну власт, док је извршну власт вршио књаз преко Министарског савета и других државних и органа државне управе. Судска власт је повјерена судовима, проглашена је судска независност и утврђена обавеза судова да суде по закону. Народна скупштина први пут постаје законодавни орган у правом смислу речи, уз много веома значајних ограничења. Право законодавне иницијативе су имали само књаз односно Влада, Народна скупштина је имала само право индиректне законодавне иницијативе ( Могла је да приједложи Влади да се донесе неки закон или постојећи измени). Било је прописано буџетско право - Народна скупштина је сваке године одобравала буџет који је вриједио годину дана. Министри нису имали ни буџетско право, ни политичку одговорност, што говори да није био уведен парламентарни систем . На основу одредби Устава и Закона о министарској одговорности из августа 1906. године, произилази: министри су сносили искључиво кривичну одговорност (за издају, повреду устава, примање мита и тако даље), дакле није било политичке одговорности министара.
Иако је суд као институција био независан, први црногорски Устав књазу је оставио неограничену власт. Његов значај био је у томе што је започео уставни живот у Црној Гори јер су парламент и грађанске слободе убрзали либерални покрет. За првог предсједника Уставне владе изабран је Лазар Мијушковић који је одмах распустио Уставотворну и образовао Народну скупштину.
Уставу Црне Горе од 1905. године послужили су за примјер устави Србије, пре свега Устав из 1869. године (Намеснички устав), који је прављен према моделу устава немачких државица (који су предвиђали уставну монархију са ограниченом улогом народног представништва).